# 高謐
高 謐（こう ひつ、428年 - 472年）は、中国の北魏の学者・政治家。字は安平。鮮卑の出目。本貫は渤海郡蓨県。高歓の祖父にあたる。

## 経歴
高湖の三男として生まれた。文武に才能があった。太安年間、功臣の子として禁中に召し出され、中散の位を受け、宮中の書庫をつかさどった。まじめに勤務して文成帝に重用され、秘書郎に任じられた。高謐は朝廷の事業として古典の残欠を補うよう上奏し、広く群書をたずねて補正した。献文帝が寧光宮に行くたびに、高謐はつねに皇帝の侍読をつとめて、蘭台御史に任じられた。まもなく治書に転じ、権威をおそれず内官・外官の非法を糾弾したため賞賛を受けた。472年（延興2年）9月、死去した。享年は45。532年（太昌元年）、使持節・侍中・都督青徐斉済兗五州諸軍事・驃騎大将軍・太尉公・青州刺史の位を追贈された。諡は武貞公といった。

## 妻子

### 妻
- 叔孫氏（陳留郡君）

### 子
- 高樹生
- 高翻（字は飛雀、高岳の父）

## 伝記資料
- 『魏書』巻32 列伝第20
- 『北斉書』巻1 帝紀第1
- 『北史』巻6 斉本紀第6